# Foostock
Der Foostock (auch bekannt als Ruchen) ist ein 2611 m ü. M. hoher Berg der Glarner Alpen in der Schweiz an der Grenze zwischen den Kantonen Glarus und St. Gallen. Er liegt nördlich des Piz Sardona in der Bergkette, die das Sernftal vom Weisstannental trennt.
Der Gipfel lässt sich vom Foopass (2223 m ü. M.) aus in etwa 1:20 h erreichen (Schwierigkeitsgrad bis I), wobei das markante Foostöckli (2536 m ü. M.) westlich und nördlich auf Steigspuren umgangen wird. Eine Stelle ist mit Drahtseilen gesichert. Nach der SAC-Wanderskala beträgt der Schwierigkeitsgrad T4.